# 朱秀華事件
朱秀華事件是一件發生在台灣雲林縣麥寮鄉（中山路95號）的靈異事件，當地女子林罔腰突然聲稱自己是「來自金門縣的已故少女朱秀華」，精神醫學專家大多數認為此即醫學上的解離性身分疾患，俗稱多重人格。

## 事件
林罔腰原本是一位體弱多病、精通廚藝、時常殺雞宰鴨、不識字、只說臺語的傳統婦女，後一次昏迷醒來後將自己打扮外省籍女人裝束，行如少女般，而且能識字說國語，但其閩南話帶著濃重的金門腔，還要求在家中供奉觀音菩薩與地藏菩薩畫像。

## 自述
林罔腰聲稱自己是篤信佛教的「金門少女朱秀華」，十七歲時八二三砲戰開始，朱秀華的父母親朱清、蔡蕊帶著女兒欲搭船逃離金門，但不幸發生海難，漂流到雲林縣臺西鄉外海的海豐島，被當地漁民發現。數位漁民眼見朱秀華身上戴有黃金首飾，於是起貪念，把朱秀華溺死劫走金飾。一年之後，朱秀華的靈魂來到五條港安西府；地藏王菩薩降臨，認為其陽壽未盡，可以設法再返人間。之後因麥寮鄉建材行老闆吳秋得的太太林罔腰壽命已到期限、不久將離開人世，所以可借她的肉身來還魂。

## 求證
1959年，林罔腰丈夫吳秋得託友人到金門查所言的地址，確有朱清其人，但自那年中共解放軍經常砲擊金門之後，朱清一家人就失蹤了。朱清鄰居菜刀店女老闆表示：「朱清操外地口音，在警察局當工友。蔡蕊人稱來發，蔡家的養女住南門，在土地公宮前擺攤，做玩具、零食、獎券的生意，不知何時遷臺，已不知所終。」《台灣啟示錄》洽詢金門縣政府前秘書長盧志輝，盧志輝表示，他記得1956年小時候金門縣警察局確實有一位叫朱清的炊事工，其妻叫做日春，不叫做「蔡蕊」，他也並不知道其女的情況，八二三砲戰之後，朱清還在金門，但不住金城（中興路36號） 。
1961年，智道尼師親訪林罔腰。而陪同智道尼師的一位熊炬明居士曾住過金門，並刻意跟林罔腰聊金門的街景與建築，不差毫髮。因此熊炬明與智道尼師都立刻相信此事，後由李玉環女居士將訪林罔腰的情形撰成文章，發表在《今日佛教》雜誌第54期。1971年，林罔腰將麥寮鄉鄰居家中開設的玄天上帝神壇募資改建為玄天上帝廟，廟名為「鎮東宮」，平日免費幫信徒收驚，也接受問事，由於其長年茹素，被尊稱為「菜姑」。 

## 後續
一貫道信徒廖秀株自稱是林罔腰嫡傳弟子，2018年林罔腰的媳婦出面接受採訪，表示林罔腰並未收弟子，且生前信仰為佛教與道教，並譴責廖秀株盜用林罔腰的名義。
2018年5月23日：林罔腰壽終正寢，享耆壽97歲。因家屬相信亡者雖是林罔腰肉身，但靈魂卻是朱秀華，經家屬擲筊請示，訃聞上以「吳媽林氏罔腰老太夫人（法名朱秀華）」名義發喪、祭拜，但墓碑上只刻「吳林罔腰」字樣。兩人的神主牌位分開，吳林罔腰的牌位放在家裡供奉，朱秀華的牌位則安奉在麥寮成德堂祭祀。

## 改編及出版
1981年，朱秀華事件被改編成電影《借屍還魂》，由有「臺灣第一美人」之稱的胡茵夢飾演。由於內容演出朱秀華食人情節，因此電影公司被林罔腰家屬控告。1996年，電視節目《台灣靈異事件》播出《借屍還魂》單元劇，改編朱秀華事件。2008年，電視節目《戲說台灣》改編朱秀華事件。
另外朱秀華所主持的麥寮鎮東宮，也有印刊贈閱李瑞烈所編《真人真事「借屍還魂」記》一書，內除有真武大帝（玄天上帝）簡介、朱秀華人像照外，亦彙編當年《今日佛教》第54期及1962年3月17日《徵信新聞報》報導內容、李瑞烈所著記實，鎮東宮簡訊及其第一屆至第七屆主任委員名單。